# Transports dans la Vendée
Située sur un axe de communication nord-sud reliant Nantes et la Bretagne au bassin aquitain, le département de la Vendée voit se développer depuis la deuxième moitié du XXe siècle des infrastructures de transport donnant accès à sa côte et à ses îles, sous l'effet de son développement touristique. 

## Transport routier

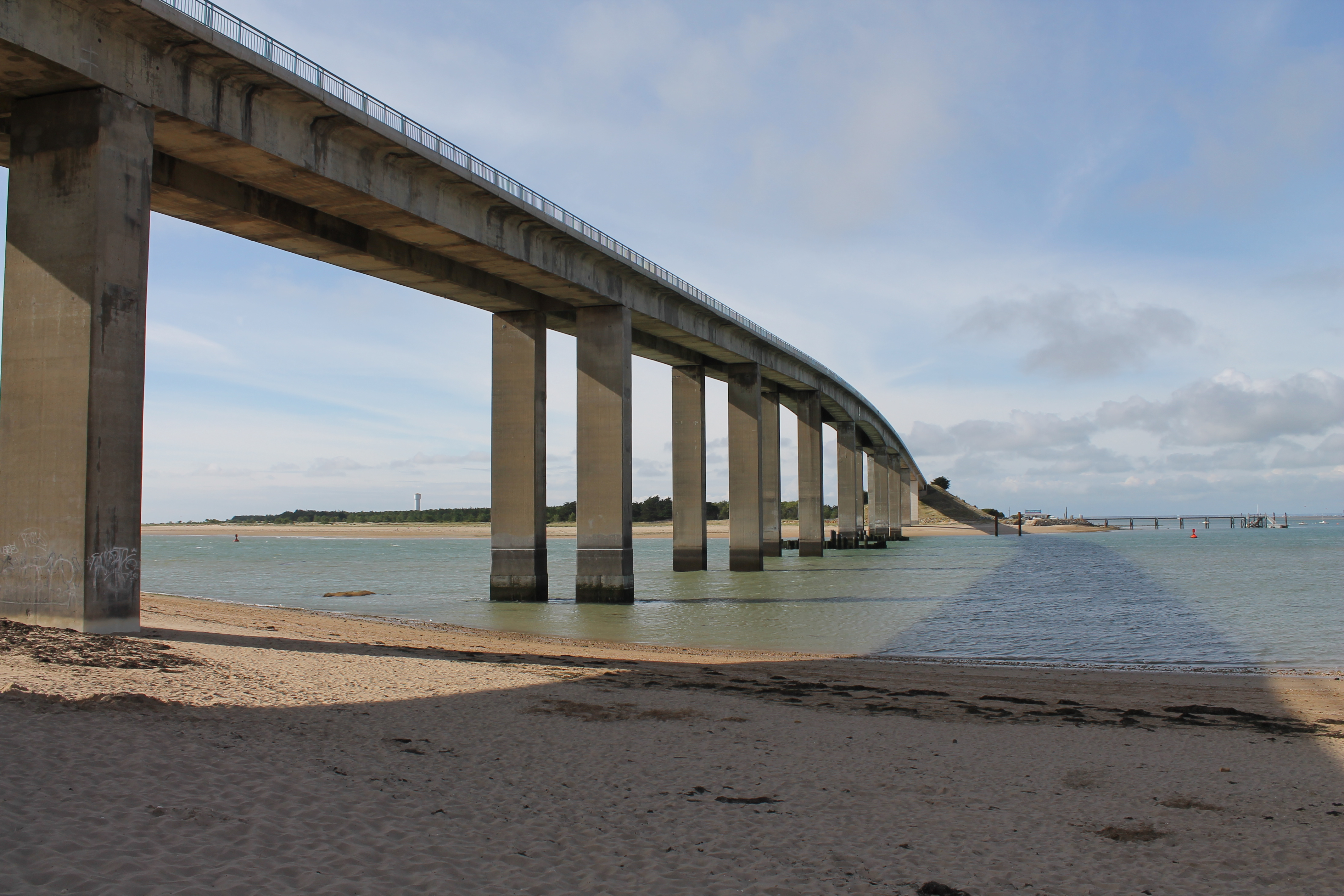
Le pont de Noirmoutier relie depuis 1971 l'île de Noirmoutier au continent.

### Infrastructures routières
La Vendée compte deux autoroutes, l'A83 reliant Nantes à Niort et l'A87 reliant Angers à l'ouest de La Roche-sur-Yon, qui se coupent perpendiculairement aux alentours des Essarts ; la seconde est prolongée jusqu'aux Sables-d'Olonne par la RD 160 à 2x2 voies. La Roche-sur-Yon, préfecture et principale agglomération du département, n'étant pas desservie directement par l'A83, la RD 763 et la RD 948 qui permettent de couper respectivement vers Nantes et Niort, accueillent un trafic chargé et sont progressivement aménagées à 2x2 voies. 
Plusieurs autres routes départementales reliant les principales agglomérations du département sont aménagées à 2x2 voies sur certains tronçons, comme dans le contournement de Challans.
L'île de Noirmoutier présente la particularité d'être reliée au continent à la fois par une chaussée submersible accessible uniquement à marée basse, le passage du Gois, et depuis 1971 par le pont de Noirmoutier.
Depuis les déclassements de 2005-2006, aucune route du département n'est classée dans le réseau routier national. 

### Transport collectif de voyageurs
La Vendée est desservi par le réseau régional de transport routier Aléop (anciennement Cap Vendée), qui exploite 17 lignes départementales et 6 lignes régionales de cars dans le département. Des gares routières sont présentes dans les agglomérations principales.

### Covoiturage et autopartage
La région Pays de la Loire subventionne le covoiturage domicile-travail réalisé via des applications en ligne.

## Transport ferroviaire

### Historique

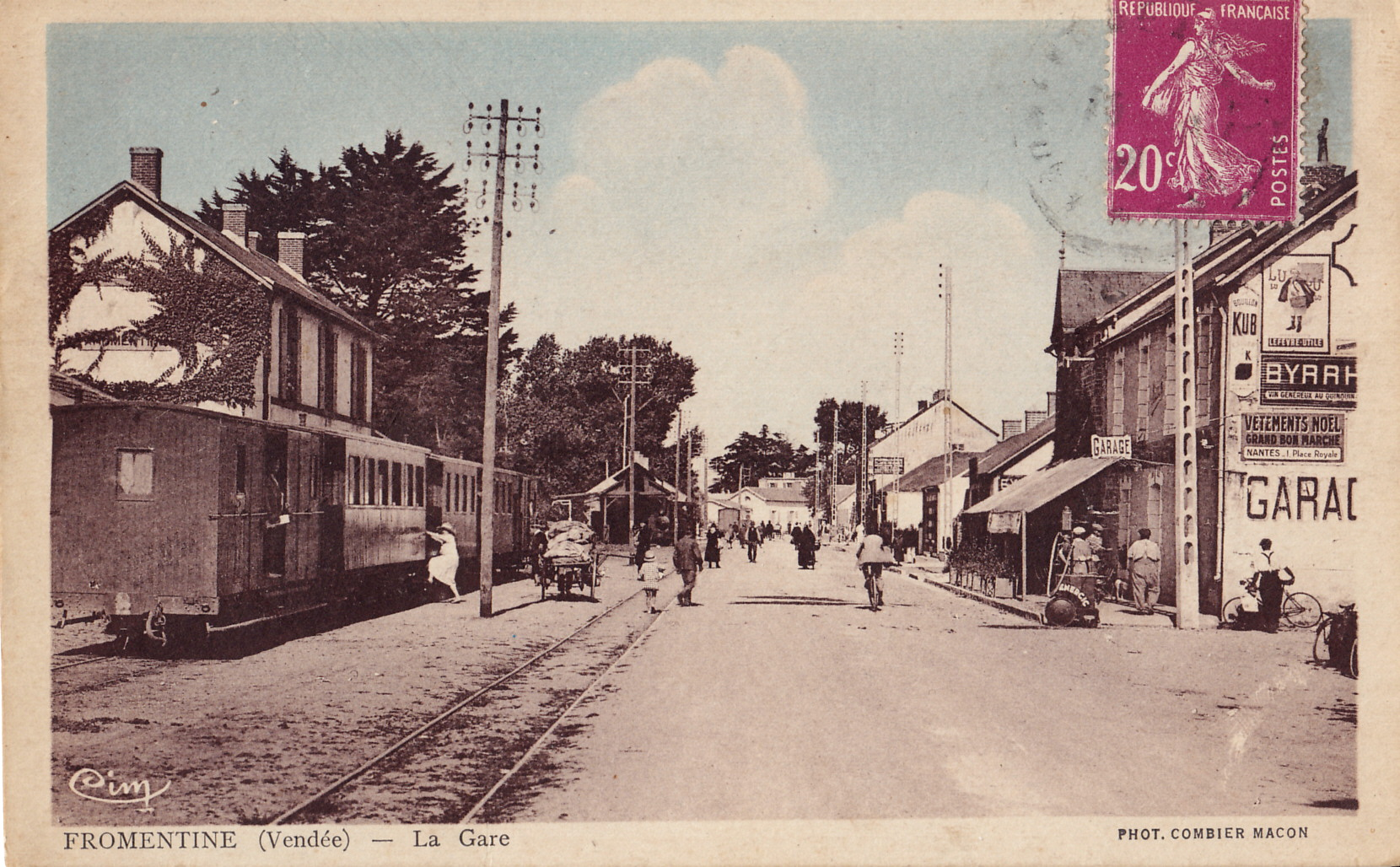
Carte postale représentant la gare de Fromentine des Tramways de la Vendée, vers 1930.

La Vendée a été desservie tardivement par le chemin de fer : la ligne de Nantes à La Roche-sur-Yon (par Montaigu) et la ligne de La Roche-sur-Yon aux Sables-d'Olonne ont été mises en service fin 1866. En 1871, ces deux axes ont été prolongés respectivement vers Luçon et La Rochelle et vers Chantonnay et Bressuire puis Tours, formant la croix qui constitue jusqu'à aujourd'hui l’armature du réseau ferroviaire vendéen. 
Le réseau d’intérêt général a d'abord été développé par plusieurs petites compagnies de chemin de fer qui, déficitaires et incapables d'assumer leurs concessions, furent achetées par l'État en 1878 et leurs lignes rattachées à l'Administration des chemins de fer de l'État, qui poursuivit le développement du réseau. À la fin du XIXe siècle, le chemin de fer d’intérêt général atteignait de nombreuses localités dont Challans, Saint-Gilles-Croix-de-Vie, Aizenay, La Châtaigneraie et Fontenay-le-Comte. Les Herbiers en revanche ne seront desservis qu'à la veille de la Première Guerre mondiale.
La Vendée a également été desservie à partir de 1900 par un réseau de chemins de fer d’intérêt local, exploité par la Compagnie des Tramways de la Vendée. Cette dernière reprit également en 1914 le tramway Challans-Fromentine, exploité jusqu'à cette date par une autre compagnie. Le réseau d'intérêt local du département a disparu en 1949.
|                                             |
| Le réseau ferroviaire à son apogée en 1930. |

|                                     |
| Le réseau ferroviaire de nos jours. |

|                                                    |
| Carte animée de l’évolution du réseau ferroviaire. |

### Situation actuelle

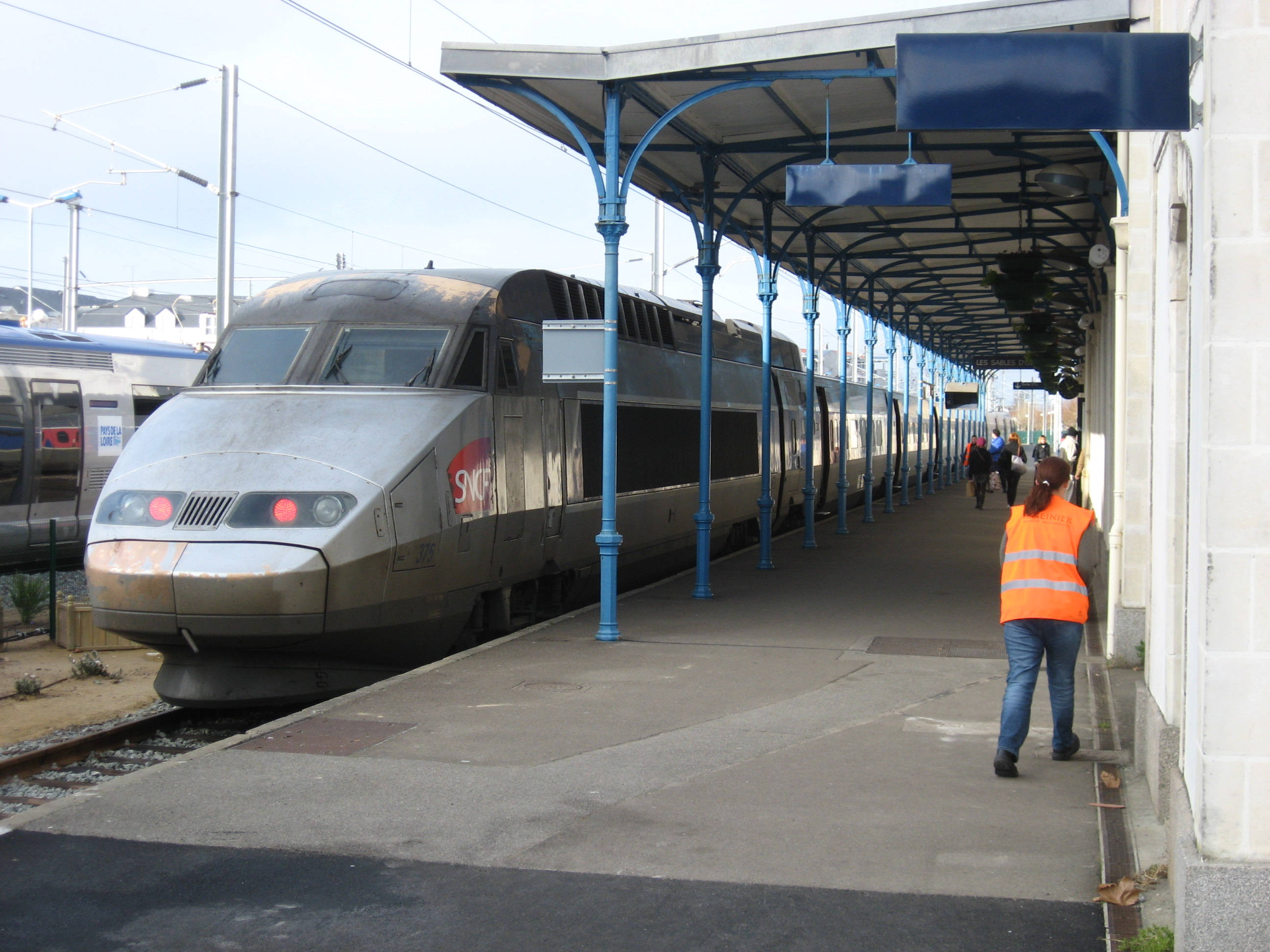
Une rame TGV Atlantique en gare des Sables-d'Olonne.

Les principales gares de voyageurs sont celles de La Roche-sur-Yon, Les Sables-d'Olonne et Montaigu et Y, avec une fréquentation annuelle entre 300 000 et 900 000 voyageurs en 2019.
La ligne de Nantes-Orléans à Saintes (et Bordeaux) et la ligne des Sables-d'Olonne à Tours se coupent à gare de La Roche-sur-Yon. Un troisième axe, isolé des deux premiers, relie Nantes à Challans et Saint-Gilles-Croix-de-Vie, en empruntant la ligne de Nantes-État à La Roche-sur-Yon par Sainte-Pazanne (fermée au-delà de Soullans), la ligne de Commequiers à Saint-Gilles-Croix-de-Vie et le raccordement construit en 1982 entre les deux. 
Ces lignes ne sont pas électrifiées, à l'exception de l'axe Nantes - La Roche-sur-Yon - Les Sables-d'Olonne électrifié en 1982 pour permettre la desserte de la Vendée par TGV. La section entre La Roche-sur-Yon et La Rochelle, initialement à double voie, a été mise à voie unique en 2020-2021.
En-dehors des TGV reliant Paris-Montparnasse aux Sables-d'Olonne et des Intercités reliant Nantes à Bordeaux (dont le nombre tend à diminuer depuis les années 2000), le trafic voyageurs est exclusivement constitué de trains TER Pays de la Loire, exploités sous la marque régionale Aléop.
Le trafic de fret est faible comme dans la plupart des départements du Grand Ouest.

## Transport maritime
Département côtier, la Vendée n'a pourtant pas développé de grand port de commerce. Le port des Sables-d'Olonne est, à l'instar des autres ports du département, fortement orienté vers les activités de plaisance et sportives, dont le Vendée Globe assure la renommée.
Un service régulier de ferries est assuré entre l'île d'Yeu et Fromentine.

## Transport fluvial
Le département ne possède pas de voies navigables.

## Transport aérien
Le département ne possède aucun aéroport. Les aéroports les plus proches sont ceux de Nantes-Atlantique au nord et de La Rochelle-Île de Ré au sud.
Le département compte en revanche plusieurs aérodromes, à Fontenay-le-Comte, L'Île-d'Yeu, Luçon-Chasnais, Montaigu-Saint-Georges, La Roche-sur-Yon - Les Ajoncs, Les Sables-d'Olonne-Talmont et La Tranche-sur-Mer.

## Transports en commun urbains et périurbains

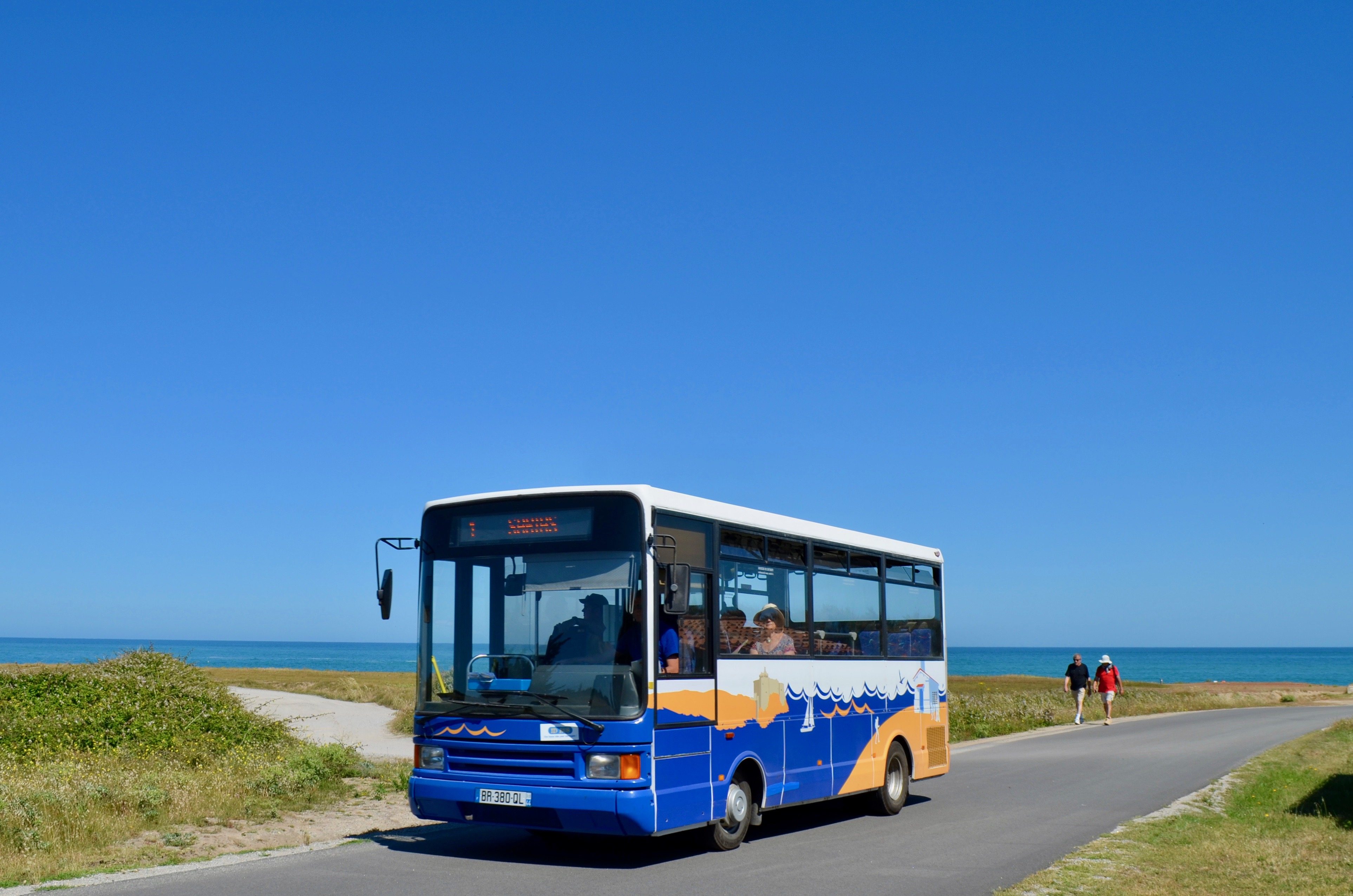
Un autobus du réseau ID Bus de L'Île-d'Yeu.

La Roche-sur-Yon-Agglomération, Les Sables-d'Olonne-Agglomération et les communes de Challans, Fontenay-le-Comte, Luçon, L'Île-d'Yeu, Saint-Gilles-Croix-de-Vie et Saint-Hilaire-de-Riez sont autorités organisatrices de la mobilité sur leur territoire et organisent des services de transport dans leur ressort territorial. Ces réseaux de transports en commun, à l'exception des deux premiers, se limitent à quelques dessertes de bus non-quotidiennes ou ne fonctionnant pas toute l'année.

## Modes actifs
Le département est traversé par plusieurs voies vertes, véloroutes et sentiers de grande randonnée. Les véloroutes inscrites au schéma national sont notamment la Vélodyssée et la Vélo Francette.